# Chavagnac (Dordogne)
Chavagnac (okzitanisch Chavanhac) ist ein Ort und eine Commune déléguée in der südwestfranzösischen Gemeinde Les Coteaux Périgourdins mit 360 Einwohnern (Stand 1. Januar 2022) in der alten Kulturlandschaft des Périgord im Département Dordogne in der Region Nouvelle-Aquitaine.
Die Gemeinde Chavagnac schloss sich am 1. Januar 2017 mit Grèzes zur neuen Commune nouvelle Les Coteaux Périgourdins zusammen.

## Lage
Der Ort Chavagnac liegt in einer Höhe von ca. 320 m ü. d. M. etwa 33 Kilometer (Fahrtstrecke) nordöstlich von Sarlat-la-Canéda; die Stadt Brive-la-Gaillarde ist nur etwa 20 Kilometer in nordöstlicher Richtung entfernt.

## Bevölkerungsentwicklung der ehemaligen Gemeinde
| 1962 | 1968 | 1975 | 1982 | 1990 | 1999 | 2006 | 2010 | 2012 |
| ---- | ---- | ---- | ---- | ---- | ---- | ---- | ---- | ---- |
| 297  | 246  | 260  | 270  | 301  | 318  | 319  | 348  | 360  |

Im 19. Jahrhundert stieg die Einwohnerzahl der Gemeinde von zunächst etwa 500 auf gut 650 an. Die Reblauskrise im Weinbau und der Verlust von Arbeitsplätzen durch die Mechanisierung der Landwirtschaft haben seitdem zu einem kontinuierlichen Bevölkerungsrückgang geführt, der erst in den 1960er Jahren zum Stillstand gekommen ist.

## Wirtschaft
Bis in die heutige Zeit spielt die Landwirtschaft die größte Rolle im Wirtschaftsleben der Gemeinde: Der ehemals auch hier betriebene Weinbau ist jedoch nach der Reblauskrise gänzlich aufgegeben worden; Tabak und Mais sind ebenfalls auf dem Rückzug – stattdessen dominieren Wälder, Felder und Weiden, aber auch Walnuss-, Eßkastanien- und Obstbäume die Region. Auch Gänseleberpastete und Trüffel zählen zu den regionalen Spezialitäten. Einige leerstehende Häuser werden als Ferienwohnungen (gîtes) vermietet.

## Sehenswürdigkeiten

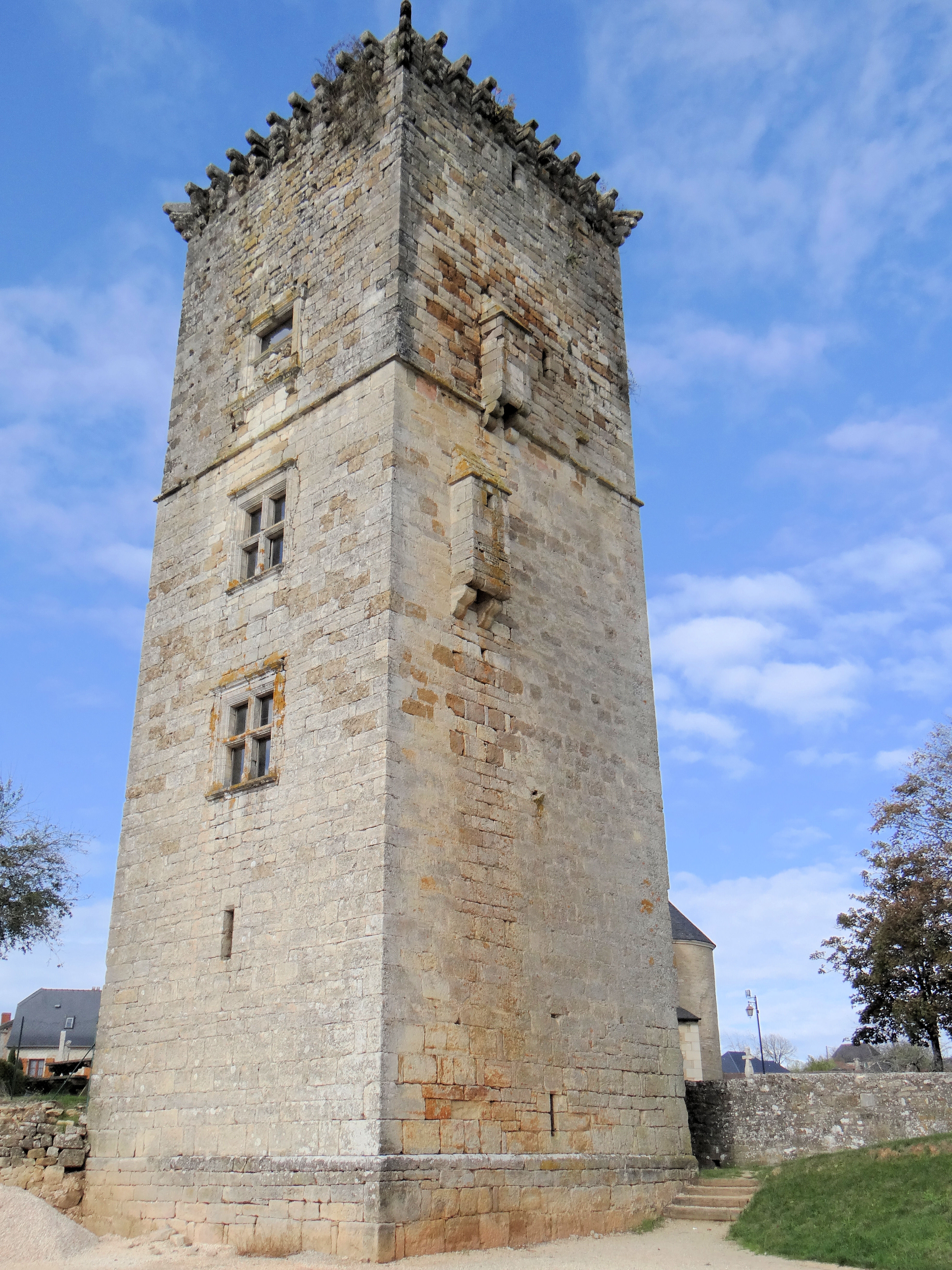
Tour de Chavagnac

- Die Kirche Saint-Pantaléon ist ein einschiffiger mittelalterlicher Bau, der bei einem Brand im 18. Jahrhundert in Teilen zerstört wurde. Sein heutiges Aussehen mit einem halbrunden Glockengiebel und Giebeln über den Seitenkapellen verdankt die Kirche einer Restaurierung des 19. Jahrhunderts. Der Bau birgt ein unter Denkmalschutz stehendes[2] Altarretabel aus der Zeit der Renaissance (16. Jahrhundert) sowie eine Kreuzigungsgruppe (calvaire) und mehrere geschnitzte Heiligenfiguren aus späterer Zeit.
- Der Tour de Chavagnac ist der Überrest eines Schlossbaus aus dem 15. Jahrhundert, der bereits im Jahr 1569 teilweise zerstört wurde und kurz vor Ausbruch der Französischen Revolution nahezu vollständig abbrannte. Das 25 m hohe mehrgeschossige Bauwerk mit seinen steinernen Kreuzstockfenstern und Aborterkern ist ein später Vertreter der mittelalterlichen Bergfriede (donjons) und wurde auch in der Folgezeit noch als Wachturm (tour de guet) genutzt. Der imposante Turm wurde im Jahr 1947 als Monument historique[3] anerkannt.
- Das örtliche Monument für die Gefallenen des Ersten Weltkriegs entstand im Jahr 1923.